# Counter-Strike Online
Counter-Strike Online — компьютерная игра, ремейк «Counter-Strike: Condition Zero», направленный на азиатский рынок компьютерных игр. «Counter-Strike Online» разработана южнокорейской компанией «Nexon Corporation» под контролем Valve Corporation, владельца интеллектуальной собственности, лицензии на бренд и саму игру. «Counter-Strike Online» издана в 2008 году для Microsoft Windows. Nexon Corporation является издателем в Южной Корее и Японии, компания «TianCity» издаёт игру в Китае, а «Gamania» — в Гонконге и Тайване. Все вышеперечисленные версии игр неиграбельны для русского\европейского игрока, не знающего иностранных языков.
«Counter-Strike Online» содержит только многопользовательский режим игры. Используется система покупки «Декодеров» посредством микротранзакций, с помощью которых можно получить оружие, которое значительно превосходит по характеристикам оружие в бесплатной версии.

## Геймплей
Counter-Strike Online содержит различные сетевые режимы игры, как взятые с предыдущих игр серии, так и полностью новые.

### Классический
В этих режимах невозможно возродиться, до того, как закончится раунд.
- «VIP Assassination» — Ликвидация особо важной персоны.

В этом режиме задачей террористов является ликвидировать особо важную персону, иначе не дать ей уйти. Особым игроком становится случайный человек играющий на сервере. Задачей Спецназа является сопроводить персону до пункта спасения (вертолёта)
- «Bomb / Defuse» — Заминировать/обезвредить бомбу.

Цель игры — обезвредить бомбу для спецназа, или заложить её для террористов. Террористам предлагается две точки для установки бомбы. Будучи скрытными они должны пробраться на точку, что бы установить бомбу. После установки бомбы, контр-террористам будет сказано, что бомба уже установлена и они должны обезвредить её. Террористы выиграют, если уничтожат весь противоположный отряд, или установят бомбу, и не дадут её деактивировать. Контр-Террористы выиграют, если деактивируют бомбу или уничтожат отряд террористов до того, как последние заложат бомбу.
- «Hostage Rescue» — Спасение заложников.

Целью игры является вывод заложников для спецназа и их удерживание для террористов либо полное уничтожение врага. Спецназ выигрывают, если до окончания времени раунда успеют довести всех заложников до зоны спасения, а если будут выведены не все — победят террористы. Заложники на радаре отображаются для спецназа голубыми точками. При спасении заложника всем игрокам передаётся голосовое сообщение Hostage has been rescued, а при спасении всех заложников выводится соответствующее сообщение на экран. Чтобы заставить следовать заложника за собой, игрок, играющий за спецназ должен нажать Use, находясь рядом с заложником (при этом слова, произносимые заложниками, хорошо слышны на большом расстоянии). Чтобы заложник перестал следовать за спецназом, игрок должен снова нажать Use. В отличие от террористов игрок Контр-Террорист может толкать заложников, если те блокируют его. Плохо продумано поведение заложников — следуя за спецназом, они не могут приседать, открывать двери, спрыгивая с большой высоты, не теряют hp. Если заложник отстал, к нему нужно заново подойти и нажать Use. При нахождении в зоне спасения у игроков за спецназ слева появляется значок «R».

### Бой насмерть
- «Бой насмерть»

Классический Deathmatch режим. Игрок играет сам за себя и за ограниченное время должен уничтожить максимальное количество игроков. Игрок выиграет, если он убьёт заданное количество игроков, или убьёт игроков больше чем другие игроки за ограниченное время.
- «Бой насмерть (команда)»

Командный Deathmatch режим. Отличается от классического тем, что команда Контр-террористов противостоит команде террористов. Победит та команда, что наберёт больше убийств за ограниченное количество времени.
- «Бой насмерть (Оружие)»

Тот же Deathmatch режим, но с некоторыми отличиями, например, в нём нельзя покупать оружие, оно выдаётся при возрождении. В начале раунда все игроки имеют неплохое оружие, например, штурмовые винтовки. За определённое количество убийств оружие игрока меняется на новое, более слабое, чем предыдущее. Но при этом очки смены оружия засчитываются и за помощь напарнику в убийстве врага. После получения оружия последнего уровня, после убийства оппонента этим оружием, игрок получает Финальную гранату. Если игрок убивает врага финальной гранатой, его команда выигрывает и игра заканчивается.

### Режимы зомби
- «Побег зомби»
- «Убежище зомби — Кооператив»
- «Убежище зомби — Противостояние»
- «Убежище зомби» (Удалено)
- «Зомби герой»
- «Зомби мутация»
- «Зомби тьма»
- «Зомби оригинальный»
- «Война зомби»
- «Зомби гигант»
- «Зомби файлы»

### Режимы сценария.
- Сценарий «зомби»
- Сценарий «люди»

### Веселье.
- «Жажда битвы»
- «Прятки»
- «Битва на базуках»
- «Битва предметов»
- «Футбол»
- «Вызов»
- «Боевая арена»
- «Зверь»

## Особенности игры
В Counter-Strike Online новое оружие нужно покупать в магазине оружия. Часть оружия можно купить за очки, заработанные во время игры, а часть за Cash — эквивалент (реальных денег). В разных версиях игры, присутствует разное количество оружия, продаваемого за реальные деньги.

## Counter-Strike Nexon: Zombies
В сентябре 2014 года, для западных стран вышла версия Counter-Strike Online на европейских языках, включая русский. Игра отличается от оригинальной «CS Online», только ценами и ассортиментом в игровом магазине, а также набором карт, для «Зомби-режимов». Распространяется через сервис Steam как Free-to-play (бесплатная) игра.
Летом 2018 года, благодаря уязвимости в защите Steam Web API, стало известно, что точное количество пользователей сервиса Steam, которые играли в Counter-Strike Nexon: Zombies хотя бы один раз, составляет 5 222 958 человек.